# Marie von Ebner-Eschenbach
Marie Freifrau von Ebner-Eschenbach (baronesa Marie von Ebner-Eschenbach), (Troubky-Zdislavice, 13 de setembro de 1830 – Viena, 12 de março de 1916) foi uma escritora austríaca. Com suas novelas psicológicas, ela é considerada - juntamente com Ferdinand von Saar — uma das mais importantes escritoras de língua alemã da segunda metade do século XIX.

## Biografia

### Juventude e família

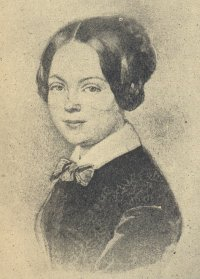
Marie von Ebner Eschenbach na década de 1840

Ela nasceu no castelo da família Dubský (Dubský von Třebomyslice) em Zdislavice / Zdislawitz (atual República Tcheca) perto de Kroměříž / Kremsier na Morávia, filha do Barão Dubsky, um nobre cujas raízes Católica familiares são profundas, e sua esposa Maria, baronesa von Vockel, que veio de uma família nobre Protestante. Marie perdeu a mãe na primeira infância, mas recebeu um cuidadoso treinamento intelectual de duas madrastas, primeiro Eugenie Bartenstein, e depois sua segunda madrasta, Xaverine Kolowrat-Krakowsky, que muitas vezes contribuiu para sua inspiração levando-a ao Burgtheater (teatro da cidade) de vez em quando em Viena. Apesar de fazer parte de uma família nobre e ter acesso às vastas bibliotecas de sua família, ela nunca foi educada formalmente. No entanto, por causa de sua curiosidade, acesso a informações e família educada, ela se tornou autodidata em uma idade jovem e foi fluente em francês, alemão e tcheco. Em 1848, ela se casou com seu primo, Moritz von Ebner-Eschenbach, um professor de física e química em uma academia de engenharia vienense. Mais tarde, ele se tornaria um capitão austríaco e, posteriormente, um marechal de campo. O casamento não teve filhos para a decepção de ambos. Marie lutou com as tarefas domésticas. Ela manteve um diário e escreveu cartas explicando como se sentia insatisfeita. Especulou-se que Marie pode ter sofrido de "histeria", incluindo dores de cabeça debilitantes e nervosismo excessivo.

### Carreira e sucesso

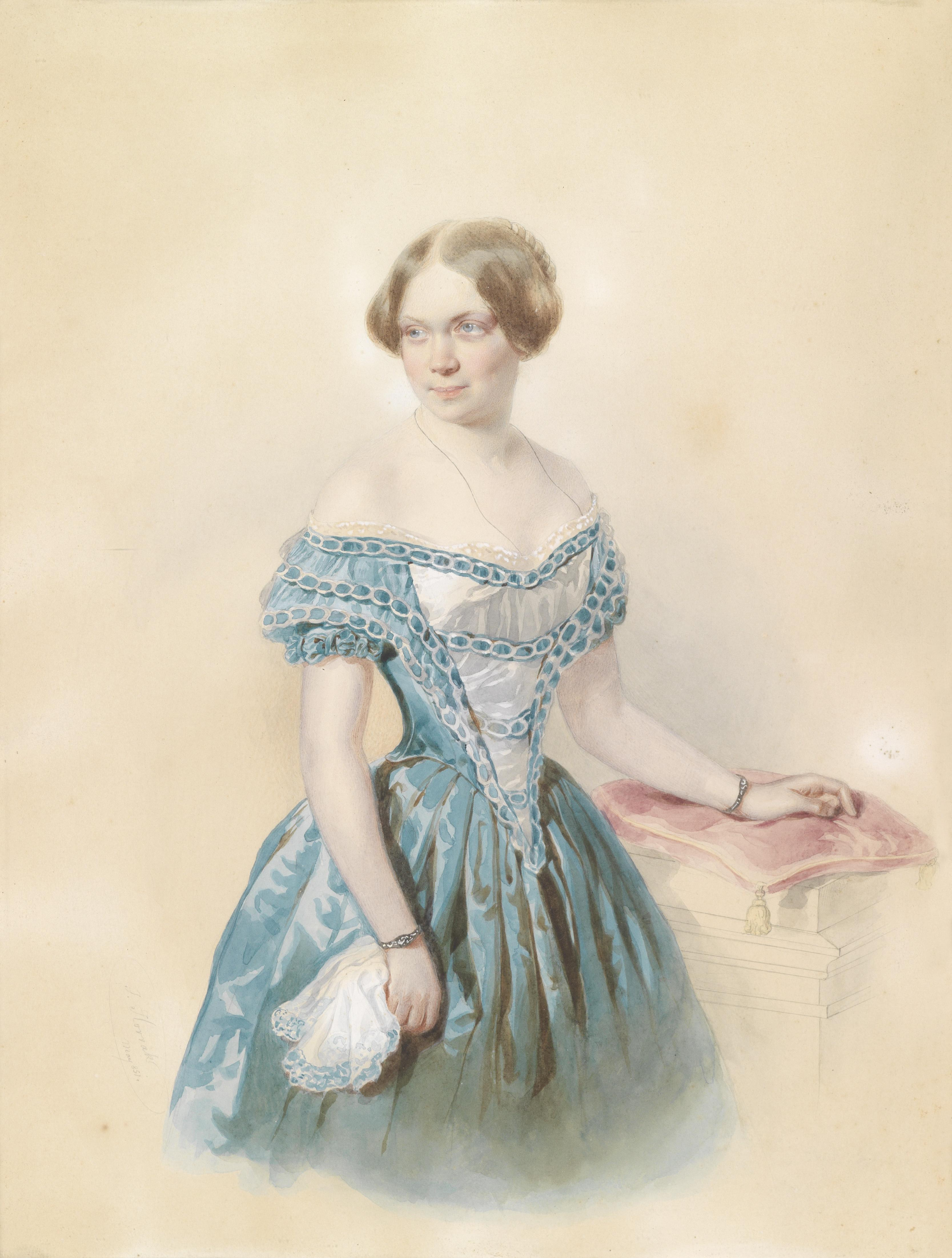
Marie von Ebner Eschenbach, 18511

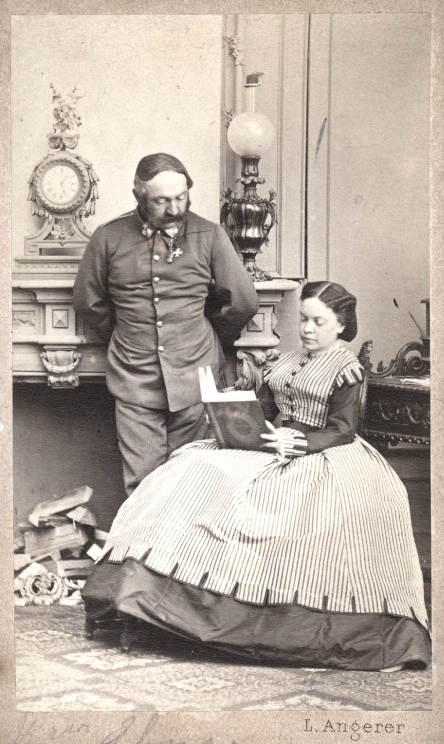
Marie von Ebner-Eschenbach com o marido Moritz von Ebner-Eschenbach, c. 1865

Marie começou a se dedicar ao trabalho literário. Em seus esforços, ela recebeu assistência e incentivo de Franz Grillparzer e Freiherr von Münch-Bellinghausen. Seu primeiro trabalho divulgado foi o drama Maria Stuart na Escócia (alemão: Maria Stuart in Schottland), que Philipp Eduard Devrient produziu no teatro Karlsruhe em 1860. Então veio uma tragédia em cinco atos, Marie Roland, com vários dramas dramáticos: Doktor Ritter, Violets (alemão: Das Veilchen) e O Desconsolado. Embora ela tenha sido encorajada a continuar escrevendo, seu relativo fracasso no campo da dramaturgia havia se tornado um tanto embaraçoso para sua família. 
Após esses sucessos limitados no campo do drama, ela se voltou para a narrativa. Começando com Die Prinzessin von Banalien (1872), ela apresenta em Božena (Stuttgart, 1876, 4ª ed. 1899) e Das Gemeindekind (Berlim, 1887, 4ª ed. 1900) os arredores de sua casa na Morávia, e em Lotti, morre Uhrmacherin (Berlim, 1883, 4ª ed. 1900), Zwei Comtessen (Berlim, 1885, 5ª ed. 1898), Unsühnbar (1890, 5ª ed. 1900) e Glaubenslos? (1893) a vida da aristocracia austríaca na cidade e no campo.
Muito do sucesso de Ebner-Eschenbach é creditado a Julius Rodenberg devido à publicação do trabalho de Ebner-Eschenbach em seu popular periódico Die Deutsche Rundschau. Em 1875, sua meia-irmã, a compositora Julie Waldburg-Wurzach, usou seus contatos sociais em Cotta Verlag (hoje Klett-Cotta Verlag) para comercializar algumas das obras de Ebner-Eschenbach. Ebner-Eschenbach também publicou Neue Erzählungen (Berlim, 1881, 3ª ed. 1894), Aphorismen (Berlim, 1880, 4ª ed. 1895) e Parabeln, Märchen und Gedichte(2ª ed., Berlim, 1892). A elegância do estilo de Von Ebner-Eschenbach, sua sagacidade incisiva e sua descrição magistral de personagem conferem a ela um lugar de destaque entre as escritoras alemãs de seu tempo. Por ocasião do seu 70º aniversário, a Universidade de Viena conferiu-lhe o grau de doutora em filosofia, honoris causa. Uma edição de Gesammelte Schriften (Obras coletadas) de Marie von Ebner-Eschenbach começou a ser publicada em 1893 (Berlim).
Em toda a sua vida, nunca havia criado literatura ou peças teatrais por motivos monetários, por isso, em seu testamento, deixou, para ajudar outros escritores em seus próprios empreendimentos, a indenização que recebera. Ela morreu em Viena, Áustria-Hungria.
O parque Marie Ebner-Eschenbach em Währing, Viena, leva o seu nome.

## Trabalhos
- Aus Franzensbad. 6 Episteln von keinem Propheten (6 epístolas sem profeta). Leipzig: Lorck, 1858
- Maria Stuart em Schottland. Drama em cinco atos. Viena: Ludwig Mayer, 1860
- Das Veilchen (O Violeta). Comédia em um ato. Viena: Wallishausser, 1861
- Marie Roland. Tragédia em cinco atos. Viena: Wallishausser, 1867
- Doktor Ritter. Poema dramático em um ato. Viena: Jasper, 1869
- Die Prinzessin von Banalien. Um conto de fadas. Viena: Rosner, 1872
- Das Waldfräulein (Donzela da floresta), 1873
- Božena. Uma história. Stuttgart: Cotta, 1876
- Die Freiherren von Gemperlein, 1878
- Lotti, die Uhrmacherin (Lotti, o fabricante de relógios), em: "Deutsche Rundschau", 1880
- Aphorismen. Berlim: Franz Ebhardt, 1880
- Dorf- und Schloßgeschichten (histórias de vilas e castelos), 1883 (contendo Der Kreisphysikus, Jacob Szela, Krambambuli, Die Resel, Die Poesie des Unbewußten)
- Zwei Comtessen (Duas condessas). Uma história. Berlim: Franz Ebhardt, 1885
- Neue Dorf- und Schloßgeschichten (Novas histórias de vilas e castelos). Histórias. Berlim: Paetel, 1886 (contendo Die Unverstandene auf dem Dorfe, Er laßt die Hand küssen, Der gute Mond )
- Das Gemeindekind (Criança do bairro) Novela. 1887
- Unsühnbar. Uma história. Berlim: Paetel, 1890
- Drei Novellen (Três novelas). 1892 (contendo Oversberg)
- Glaubenslos? Uma história. Berlim: Paetel, 1893
- Das Schädliche. Die Totenwacht. Duas histórias. Berlim: Paetel, 1894
- Rittmeister Brand. Bertram Vogelweid. Duas histórias. Berlim: Paetel, 1896
- Alte Schule (Old school) Uma história. Berlim: Paetel, 1897 (contendo Ein Verbot, Der Fink, Eine Vision, Schattenleben, Verschollen)
- Am Ende. Cena em um ato. Berlim: Bloch, 1897
- Aus Spätherbsttagen. Histórias. Berlim: Paetel, 1901 (contendo Der Vorzugsschüler, Maslans Frau, Fräulein Susannens Weihnachtsabend, Uneröffnet zu verbrennen, Die Reisegefährten, Die Spitzin, In letzter Stunde, Ein Original, Die Visite)
- Agave. Novela. Berlim: Paetel, 1903
- Die unbesiegbare Macht. Duas histórias. Berlim: Paetel, 1905
- Meine Kinderjahre (minha infância). Esboços autobiográficos. Berlim: Paetel, 1906
- Altweibersommer. Berlim: Paetel, 1909